# La Luz de Juárez, Guanajuato
La Luz de Juárez är en ort i Mexiko.   Den ligger i kommunen Jerécuaro och delstaten Guanajuato, i den centrala delen av landet, 180 km nordväst om huvudstaden Mexico City. La Luz de Juárez ligger 2 209 meter över havet och antalet invånare är 247.
Terrängen runt La Luz de Juárez är kuperad åt sydväst, men åt nordost är den platt. Runt La Luz de Juárez är det ganska tätbefolkat, med 78 invånare per kvadratkilometer. Närmaste större samhälle är Tarimoro, 19,0 km väster om La Luz de Juárez. I omgivningarna runt La Luz de Juárez växer huvudsakligen savannskog.